# Witte Kerkje (Noordwijkerhout)

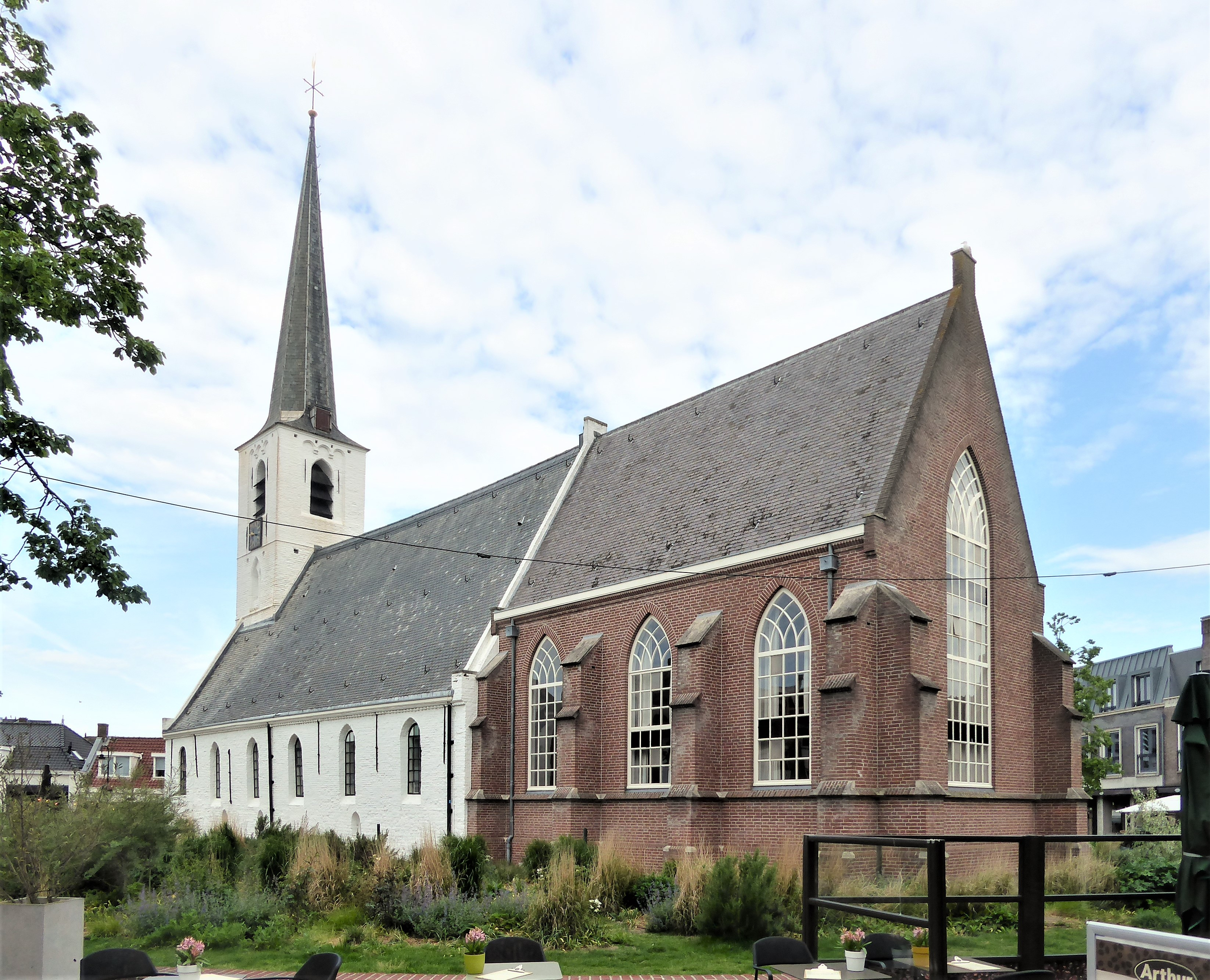
Das Witte Kerkje, Blick zum rekonstruierten Chorraum

Das Witte Kerkje („weißes Kirchlein“) ist ein Kirchengebäude der Protestantischen Kirche in den Niederlanden in Noordwijkerhout in der Provinz Südholland. Das Kirchengebäude ist als Rijksmonument eingestuft.

## Geschichte
Das Witte Kerkje war bis zur Einführung der Reformation zu Ehren der heiligen Peter und Paul geweiht. Die beiden unteren Turmgeschosse und die unteren Teile der Langhauswände mit kleinen Rundbogenfenstern stammen aus der Zeit um 1250. Die Fundamente eines schmalen Chors aus dem 13. Jahrhundert mit halbkreisförmigem Abschluss wurden 1950 bei Grabungen freigelegt. Der obere Turmteil entstand um 1500, als auch das Langhaus erhöht wurde. Im Turm hängt eine 1797 von Christiaan und Jan Seest gegossene Uhr. Nach der Zerstörung der Kirche 1573 wurde sie um 1620 ohne Chorraum wieder aufgebaut. Die Kirche wurde 1975 restauriert. Der gotische Chor wurde 1986 rekonstruiert und neu aufgemauert. Das Inventar umfasst eine Kanzel von Pieter Colijn aus dem Jahr 1687, eine Herrenbank aus dem 18. Jahrhundert und die Orgel von N. A. Lohmann von 1841.